# Església de Sàmxvilde Síoni
L'església de Sàmxvilde Síoni (en georgià: სამშვილდის სიონი) és una església cristiana medieval en ruïnes i una de les principals característiques arquitectòniques del lloc històric de Samshvilde a la regió sud de Geòrgia de Kvemo Kartli. L'edifici està centralitzat amb cúpula, altar amb absis i pastofòria; l'església va ser construïda entre els anys 759 i 777. Ara és en ruïnes i només queden en peus fragments de la muralla oriental. L'església està inscrita en la llista dels Monuments Culturals destacats de Geòrgia.

## Història

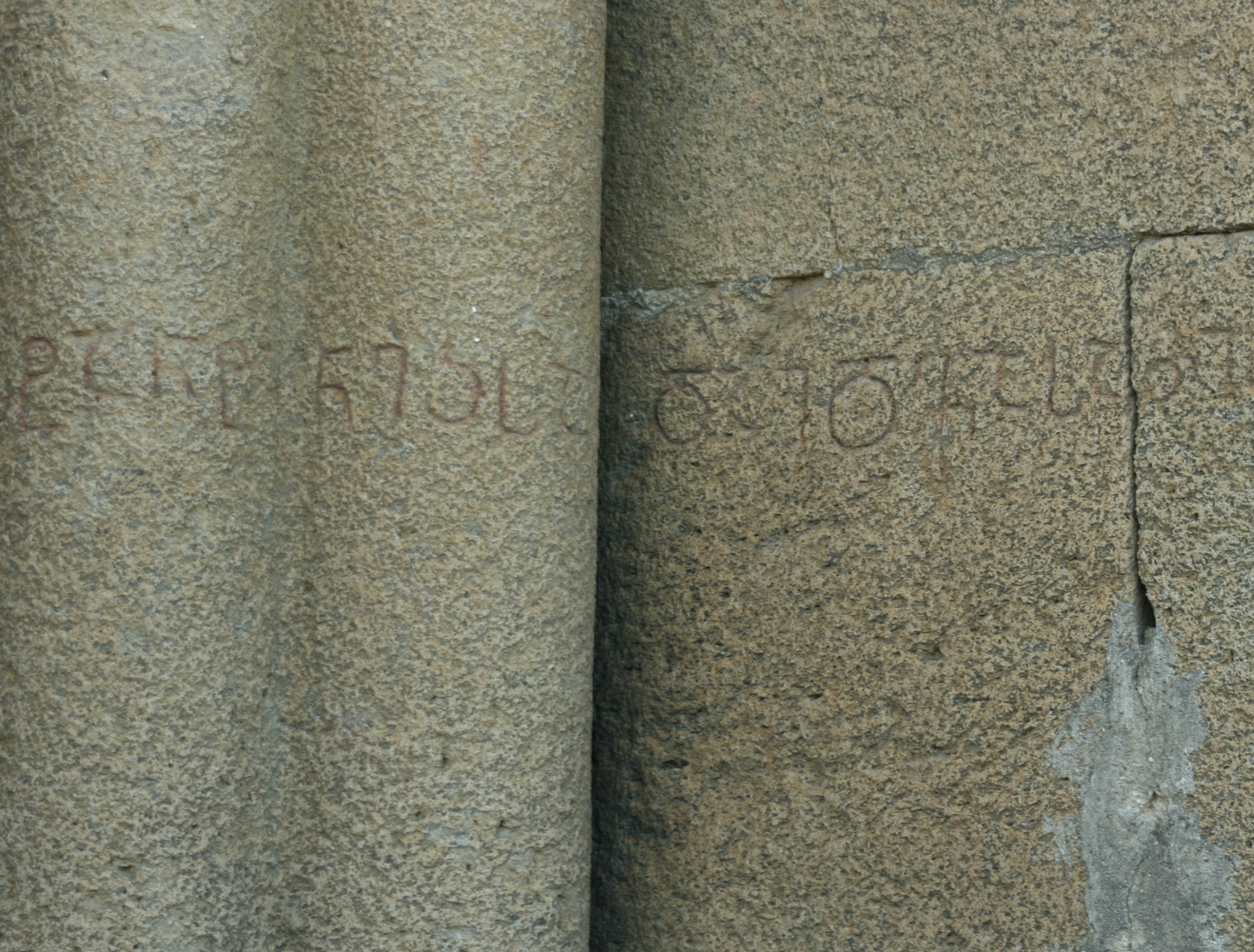
Inscripció del a l'església Samshvilde Sioni

L'església de Sioni forma part del lloc històric de Samshvilde, que es troba en un lloc naturalment fortificat, un terreny rocós a la confluència dels rius Khrami i Chivchavi, a 4 km al sud de la ciutat de Tetritsqaro. Continuant la tradició georgiana medieval de donar a les esglésies el nom de llocs particulars de Terra Santa, l'església porta el nom de Mont Sió de Jerusalem. Els primers temps de l'edat mitjana atribueixen a la reina del segle V Sagdukht de Kartli (Ibèria en les fonts clàssiques) la fundació de l'església de Sioni a Samshvilde; els arqueòlegs no han pogut encara localitzar les restes d'aquesta església.

## Descripció

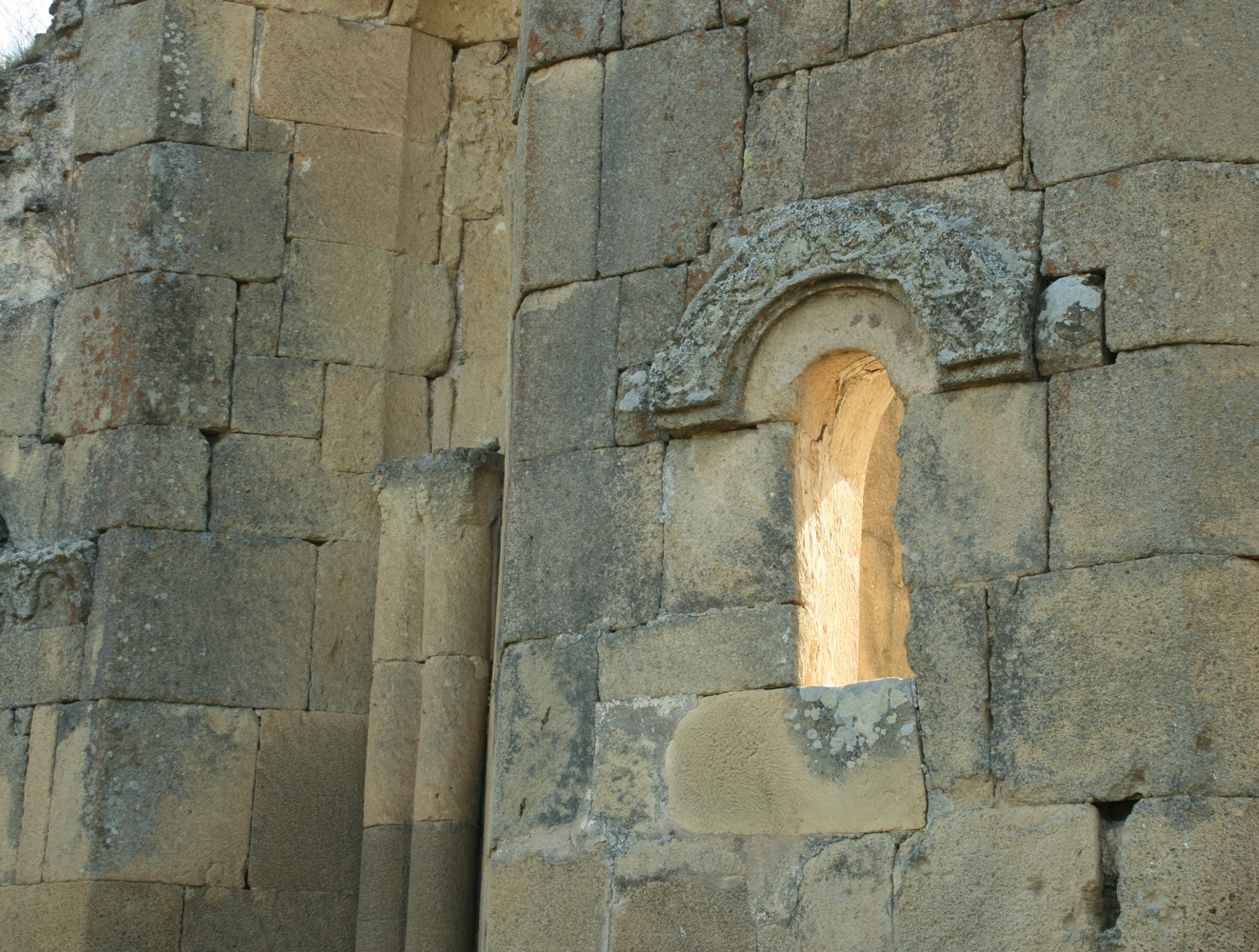
Ruïnes de l'església Samshvilde Sioni, on s'aprecien els blocs de pedra ben tallats

L'església de Sioni està construïda amb blocs de gres groc curosament tallats i fa 24 × 24 metres a l'exterior. Es tracta d'un edifici de tres naus amb una cúpula central, de planta rectangular oblonga. L'església de Samshvilde té marcades similituds amb l'església de Tsromi a Xida Kartli en el seu plànol i disseny, però aquí, a diferència de Tsromi, dues llargues galeries deambulatòries corren al sud i al nord, i acaben en capelles separades (eukterion) a l'est.
La cúpula es recolzava en l'encreuament dels eixos longitudinal i transversal i estava basada en quatre pilars independents. La transició de l'àrea quadrada al cercle de la cúpula s'efectuava mitjançant trompes. Els absis laterals es comunicaven obertament amb l'altar i l'àrea central en lloc de formar cambres individuals. A més a més de la inscripció de la fundació georgiana del segle viii, hi ha una altra inscripció georgiana, molt danyada i quasi il·legible, a la façana sud i, al costat seu, un fragment en armeni que identifica els catòlics armenis Gevorg III Loretsi (r. 1069-1072).